# Passerin azuré
Passerina amoena
Espèce
Statut de conservation UICN

 LC  : Préoccupation mineure
Le Passerin azuré (Passerina amoena) est une espèce de passereau nord-américain de la famille des Cardinalidae. Il est aussi nommé Pape lazuli,  car sa couleur rappelle le lapis-lazuli, une pierre précieuse.[réf. souhaitée]

## Description
Le mâle se reconnaît facilement à sa tête et son dos bleu vif (plus clair que les espèces étroitement apparentées comme le Passerin indigo), sa barre blanche sur les ailes, sa poitrine rousse et son ventre gris clair. Ses dessins et couleurs peuvent rappeler les Merlebleus de l'Est et de l'Ouest mais sa plus petite taille (13-14 cm de longueur), ses barres blanches sur les ailes et son bec court conique le distingue rapidement d'eux. La femelle est brune, avec du gris au-dessus, se distinguant de la femelle du Passerin indigo par ses deux fines barres pâles sur les ailes et d'autres détails de plumage.
Son chant est un gazouillis aigu, rapide, strident, semblable à celui du Passerin indigo, mais plus long et avec moins de répétition.

## Répartition
Il niche principalement à l'ouest du 100e méridien du sud du Canada jusqu'au nord du Texas, Nouveau-Mexique et en Arizona et le sud de la Californie. Sur la côte pacifique, son aire de nidification s'étend vers le sud jusqu'à l'extrême nord-ouest de la Basse-Californie. En hiver, il migre vers le sud-est de l'Arizona et le Mexique.

## Habitat
Son habitat est les zones broussailleuses et les pâturages parfois les mauvaises herbes, généralement bien arrosés et parfois les villes.

## Alimentation
Il se nourrit principalement de graines et d'insectes. Il peut ostensiblement se nourrir sur le sol ou dans les buissons mais les mâles chanteurs sont souvent perchés à la cime des arbres.

## Nidification
Cet oiseau fait un nid en coupe avec herbes et radicelles dans un buisson. La femelle y pond trois ou quatre œufs bleu pâle. Dans la partie est et sud de son aire, il s'hybride souvent avec le Passerin indigo.

Carte de répartition.
Aire de nidification
Voie migratoire
Aire d'hivernage

## Galerie

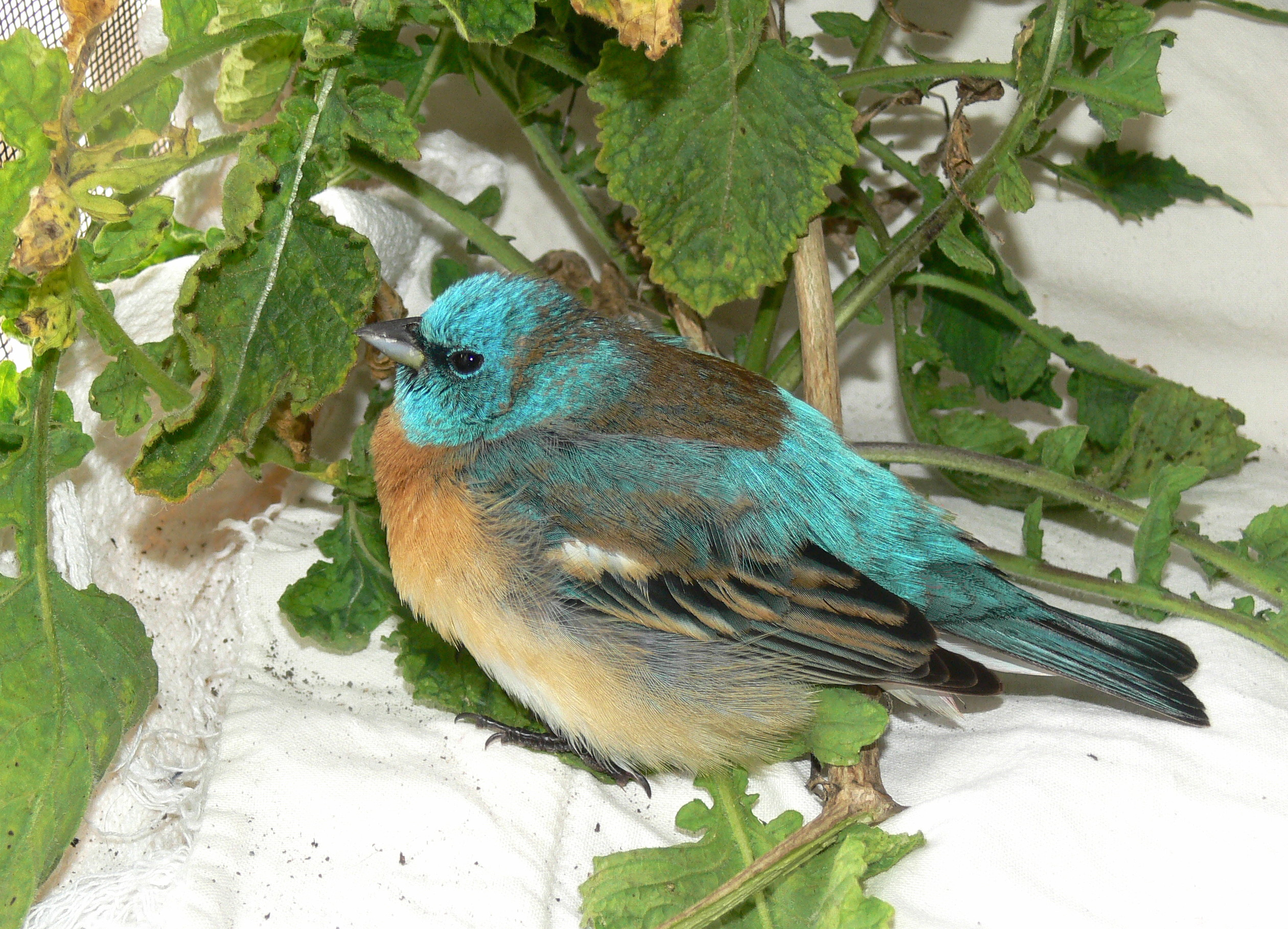
Mâle
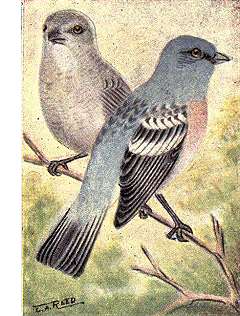
Planche zoologique